# Qaamasoq Kangilleq

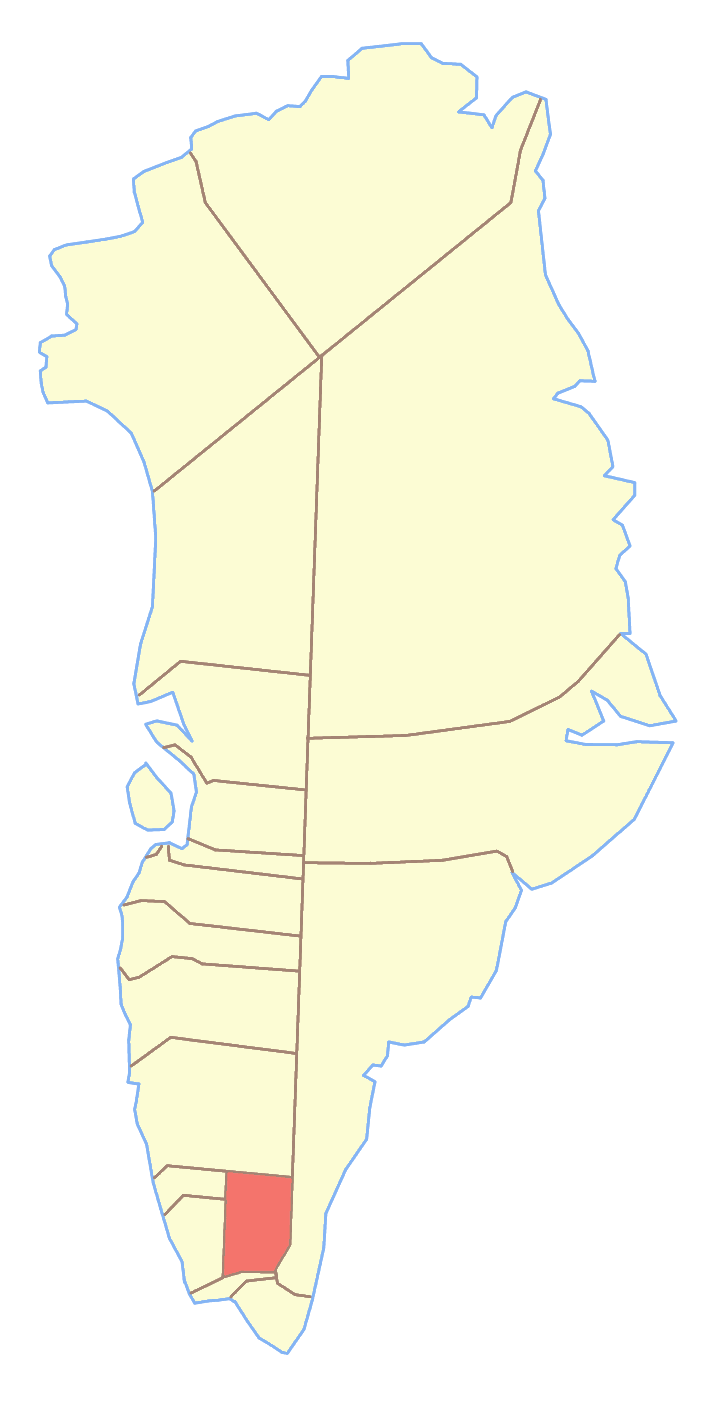
Ex comune di Narsaq, dove si trovava il Qaamasoq Kangilleq

Il Qaamasoq Kangilleq (danese: Thor Sø) è un lago della Groenlandia. Si trova a 760 m sul mare, a 61°23'N 45°27'O; appartiene al comune di Kujalleq.